# Marco Verratti
Pour les articles homonymes, voir Verratti.
Marco Verratti, né le 5 novembre 1992 à Pescara, est un footballeur international italien qui évolue au poste de milieu de terrain à Al-Duhail SC.
Marco Verratti fait ses classes à Pescara en Serie B, la deuxième division italienne. Âgé de 19 ans seulement, il rejoint le Paris Saint-Germain pour une dizaine de millions d'euros. Très talentueux, ses performances lui permettent rapidement de devenir indispensable au milieu de terrain. Avec le club de la capitale, il obtient neuf titres de champion de France. Il participe également à la Ligue des champions, compétition où il atteint à quatre reprises les quarts de finale, deux demi-finales et une finale perdue contre le Bayern Munich en 2020.
Régulièrement sélectionné avec l'équipe nationale italienne, il marque son premier but en sélection nationale en février 2013. Il est élu Pallone Azzurro 2015 devant son compatriote Gianluigi Buffon. En 2021, il remporte l'Euro 2020, le deuxième titre de l'Italie dans la compétition après celui de 1968.

## Biographie

### Enfance et jeunesse
Originaire du village de Manoppello en Italie, Marco Verratti commence le football au Manoppello Arabona avant de se faire repérer par le Delfino Pescara 1936.
Sa taille (1,65 m à l'âge de 15 ans) pose un problème dans sa jeunesse. Lors de ses premières années à Manopello Arabona, on demande même de fournir une prévision de croissance pour le petit prodige italien.
Lors d'un rassemblement officiel avec la sélection nationale italienne en 2019, il participe à un quiz préparé par le staff et révèle à la quatrième question qu'il mesure 1,70 m  et qu'il s'étonne de toujours voir indiquer partout 1,65 m, sa taille à l'âge de 15 ans.

### Pescara (2008-2012)

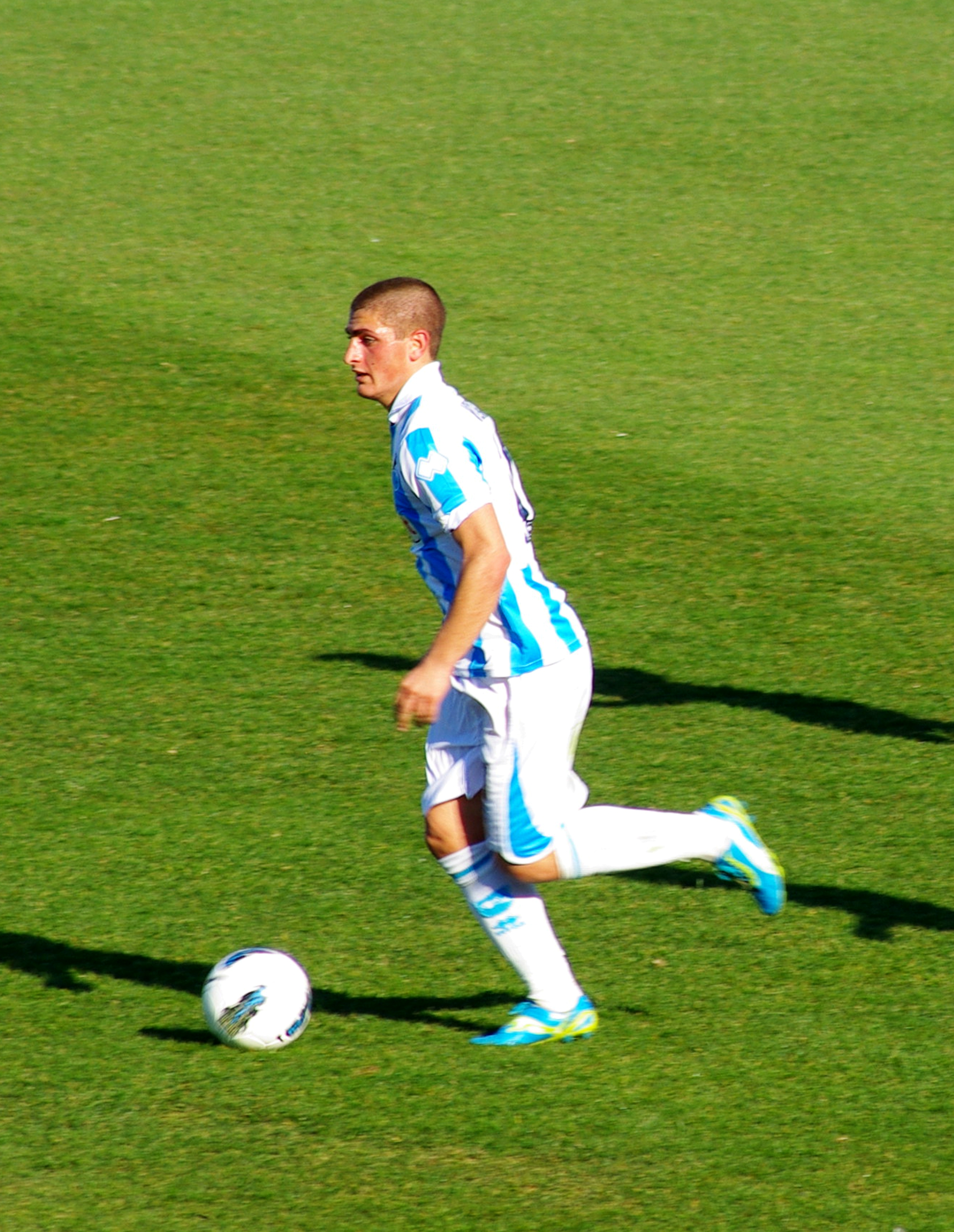
Marco Verratti sous les couleurs du Delfino Pescara (2012).

Il y fait ses débuts avec l'équipe première lors de la saison 2008-2009 à l'âge de 16 ans. Le club joue alors en Lega Pro 1 (3e division), et Verratti joue huit matchs de championnat.
La saison suivante (2009-2010), Verratti dispute sept matchs de championnat, et le club accède à la Série B (2e division). Il marque son premier but avec son club.
Lors de la saison 2010-2011 en Série B, il devient un titulaire à part entière, en même temps que le leader technique de l'équipe. Il occupe alors le rôle de meneur de jeu. Il dispute 28 matchs de championnat et marque son premier but en Série B le 29 mai 2011 lors du match contre l'AS Citadelle.
La saison suivante, Zdeněk Zeman devient l'entraîneur de l'équipe, et replace Marco Verratti dans un poste plus bas, juste devant la défense. Le 12 mars 2012, il prolonge son contrat, qui le lie désormais à son club jusqu'au 30 juin 2016. Marco Verratti dispute 31 matchs de championnat et participe au sacre de champion de Série B et à l'accession de son club à la Série A. Son influence dans l'équipe est grandissante : il termine la saison avec six passes décisives au compteur.
À la suite de cette saison en Série B et de la montée en Série A, des clubs italiens tels que la Juventus de Turin ou Naples sont intéressés par Marco Verratti.

### Paris Saint-Germain (2012-2023)

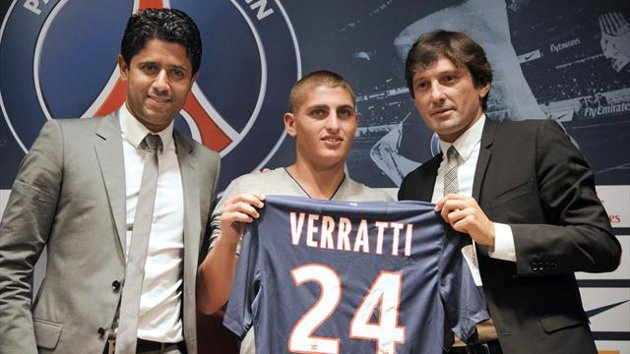
Marco Verratti entre Nasser Al-Khelaïfi et Leonardo, lors de sa présentation au PSG.

Après avoir été repéré par le prince héritier, futur émir du Qatar, Tamim ben Hamad Al Thani lors d'un match international espoir Italie-France, il est recruté par le Paris Saint-Germain. Le 18 juillet 2012, Verratti est présenté en conférence de presse après la signature de son contrat, pour 12 millions d'euros,. Il fait ses débuts en Ligue 1 en tant que titulaire devant la défense centrale, dès la première journée du championnat face à Lorient. Le 18 septembre 2012, Carlo Ancelotti le titularise pour le premier match de sa carrière en Ligue des champions, contre le Dynamo Kiev. Le 12 mai 2013, il est officiellement champion de France avec le Paris Saint-Germain lors d'une victoire 1-0 contre l'Olympique lyonnais. À l'issue de cette première saison, il est désigné par ses pairs dans l'équipe type de Ligue 1. Malgré son jeune âge, il parvient à s'imposer comme un élément important au milieu de terrain.
Au début de la saison 2013-2014, Marco Verratti prolonge son contrat d'un an et brille par ses performances en club où il est souvent associé à Thiago Motta. Régulièrement aligné par l’entraîneur Laurent Blanc, il devient progressivement un élément incontournable de l'entre-jeu parisien, avec un taux de réussite de passes supérieur à 90 %. Certains de ses ballons se transforment aussi en passes décisives pour ses coéquipiers Lucas Moura, Jérémy Ménez, Zlatan Ibrahimović et Edinson Cavani. En fin de saison, celui que l'on surnomme « Petit Hibou » est désigné meilleur espoir de Ligue 1 lors de la remise des trophées UNFP.

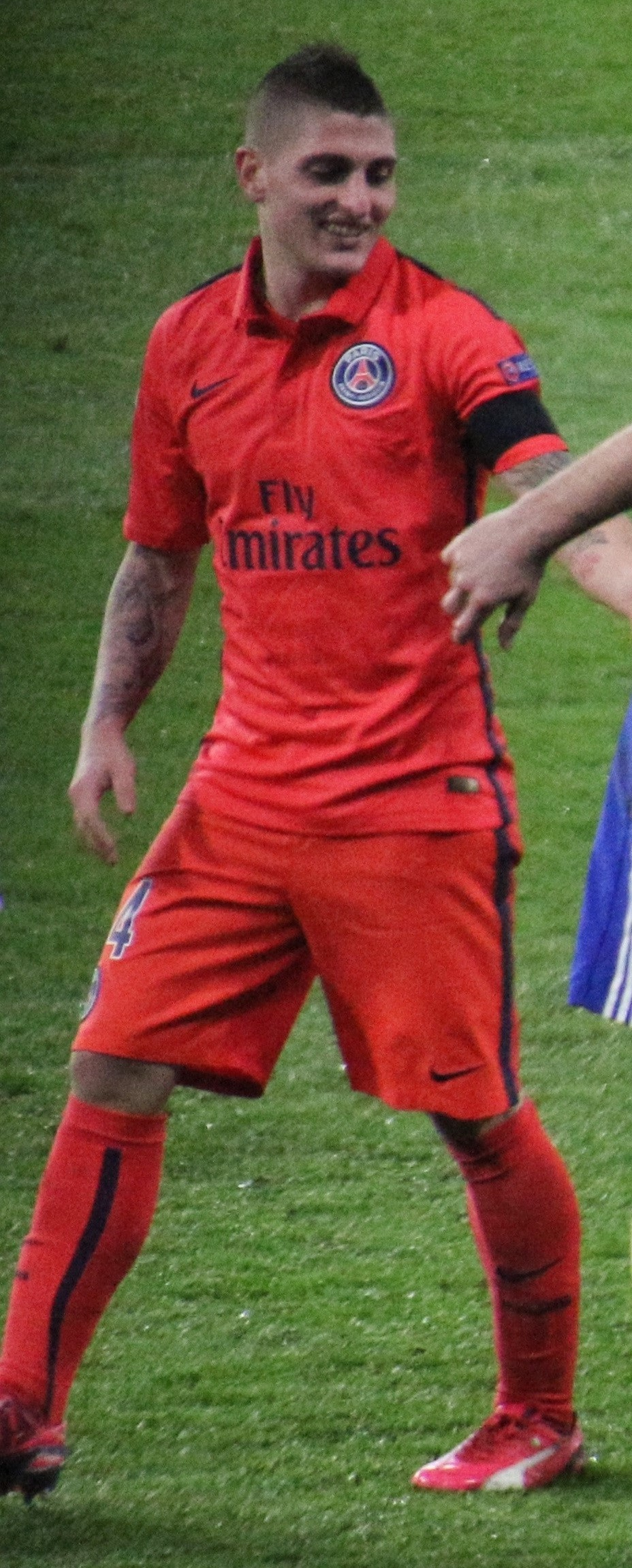
Marco Verratti contre le Chelsea FC en Ligue des champions (2015).

Verratti entame la saison 2014-2015 avec pour objectif premier de franchir un cap dans sa carrière. Le 30 septembre 2014, après deux ans passés à Paris, il marque son premier but sous les couleurs du PSG au Parc des Princes, d'une tête malgré sa petite taille, lors de la deuxième journée de phase de groupes de Ligue des champions contre le FC Barcelone pour une victoire 3-2. Il enchaîne les grandes prestations et fait désormais partie des joueurs incontournables du début de saison parisien. Il marque son premier but en première division professionnelle contre Évian Thonon Gaillard le 18 janvier 2015 pour une victoire 4-2. Il remporte les quatre compétitions nationales avec le PSG et réalise donc un quadruplé historique : Trophée des champions, Coupe de France, Coupe de la Ligue et Championnat de France de Ligue 1. Cet exploit n'avait jamais été réalisé auparavant. En Ligue 1, il est nommé dans la catégorie « meilleur joueur » lors des trophées UNFP du football 2015, aux côtés de ses coéquipiers Zlatan Ibrahimović et Javier Pastore et du Lyonnais Alexandre Lacazette ; ce dernier remporte le prix. Verratti est néanmoins cité dans l'équipe type avec cinq autres Parisiens.

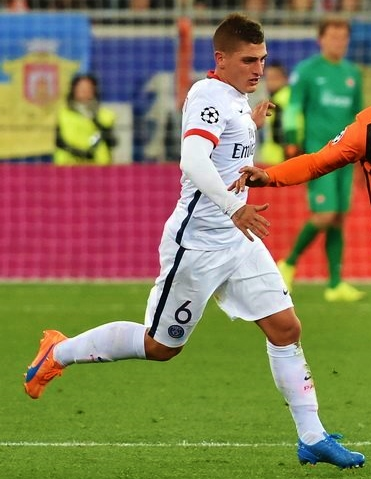
Marco Verratti face au Chakhtar Donetsk en Ligue des champions (2015).

Pour la saison 2015-2016, il récupère le no 6 laissé vacant par Zoumana Camara. Le 1er août, il remporte le trophée des champions 2015 face à l'Olympique lyonnais. En janvier 2016, selon l'Observatoire du football, il est le 26e joueur le plus cher du monde et joueur de l'effectif parisien le plus onéreux pour une valeur marchande de 52 millions d'euros,. Une pubalgie l'écarte des terrains durant plusieurs mois. Il rate notamment les matchs de Ligue des champions face à Manchester City. Le Paris Saint-Germain ne parvient pas à se qualifier lors du quart de finale retour face à City, et perd, en plus de l'absence de Verratti, son coéquipier au milieu de terrain, Thiago Motta. Verratti était pourtant sélectionné dans le groupe, mais son état de santé ne s'étant pas amélioré, il n'a pu participer à la rencontre. Son entraîneur Laurent Blanc espérait un « miracle » pour que le milieu de terrain italien puisse rejouer. Titularisé ensuite régulièrement par Laurent Blanc, son influence sur le jeu parisien est grande. Avant février 2016, il touche en Ligue 1 plus de 120 ballons par match. Son taux de passes réussies atteint les 93 %. Il est officiellement champion de France après la victoire 0-9 de ses coéquipiers à l'ESTAC. Âgé de seulement 23 ans, il est ainsi titré pour la quatrième fois consécutive. Le vendredi 22 avril 2016, avant la finale de coupe de la Ligue face au LOSC, Laurent Blanc annonce que Marco Verratti est « apte » à jouer et le retient dans le groupe de 19 joueurs qui participera à la finale. Le samedi, il entre en jeu à la 73e minute de jeu, alors qu'il n'avait plus joué depuis 63 jours. Alors que son coéquipier Adrien Rabiot a été exclu quelques minutes plus tôt, les Parisiens s'imposent sur le score de 2 à 1. Marco Verratti remporte ainsi sa troisième Coupe de la Ligue d'affilée et son onzième titre avec le Paris Saint-Germain. Toujours gêné par sa pubalgie, il se fait opérer en mai et met donc fin à sa saison et ne jouera pas l'Euro 2016.
Le 2 août 2016, Marco Verratti prolonge son contrat d'un an, le liant désormais jusqu'en 2021 avec le club de la capitale. Sous les ordres de Unai Emery qui a remplacé Laurent Blanc, il est titulaire en tant que milieu droit dans un 4-3-3 et s'illustre à chaque match. Le 14 février 2017, il est titulaire face au FC Barcelone en huitième de finale aller de Ligue des champions lors d'une victoire historique sur le score de 4-0. Au cours de la rencontre, il s'illustre notamment avec une passe décisive pour son coéquipier Julian Draxler. Sa prestation, comme celle de l'ensemble de l'équipe, est saluée par la presse. Le joueur est également titulaire lors du match retour au Camp Nou qui s'achève par la "remontada" du Barça (6-1). La saison 2016-2017 s'avère compliquée, avec la perte du titre de champion de France, remporté par l'AS Monaco. Le club se console avec de nouvelles victoires dans les coupes nationales. Individuellement Marco Verratti réalise une bonne saison, battant son record de buts marqués avec trois réalisations au compteur (contre Metz, Rennes et Bastia en championnat).

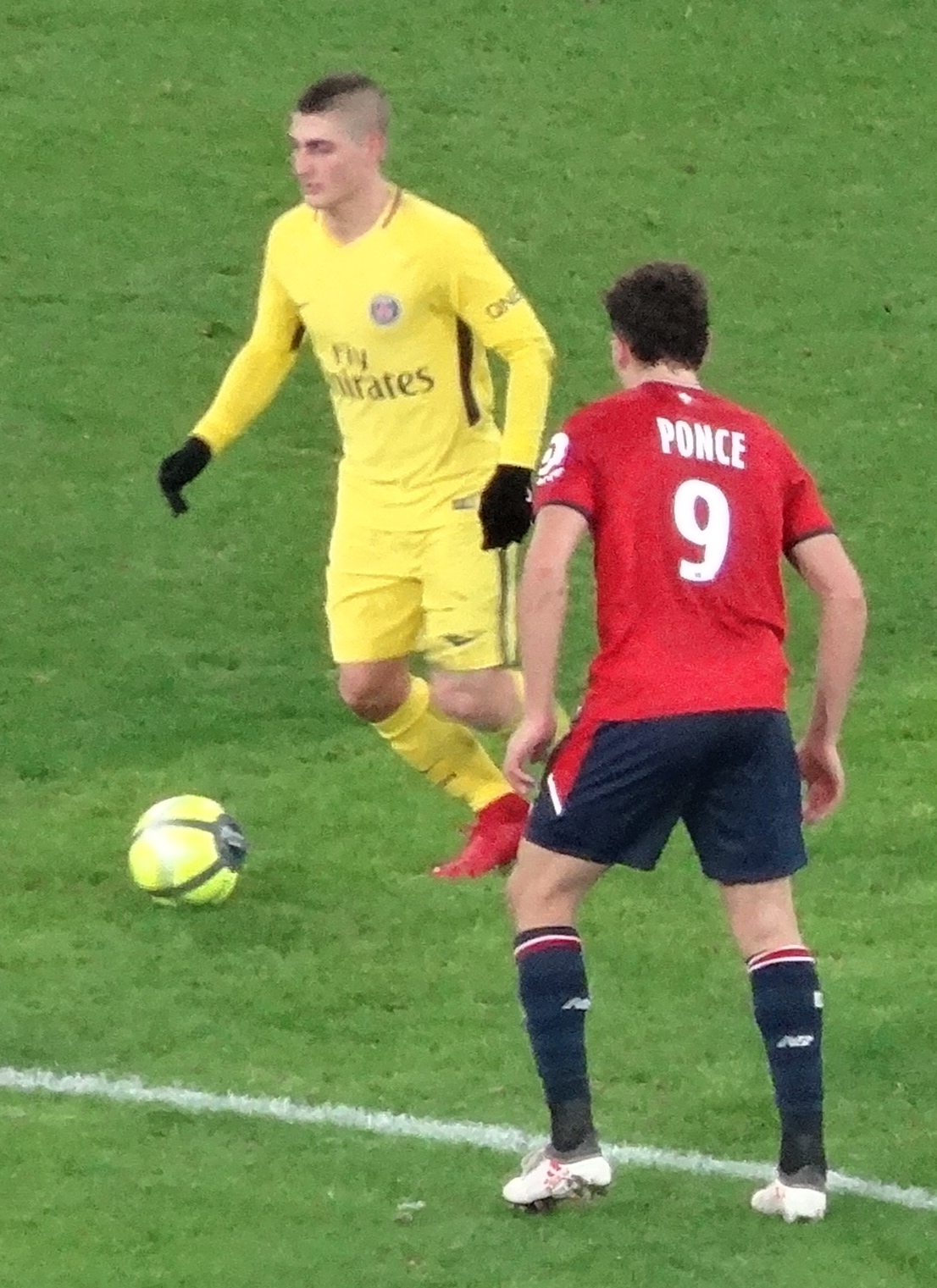
Marco Verratti face à Ezequiel Ponce (2018).

Après un transfert avorté vers le FC Barcelone et un bras de fer avec la direction du PSG, le joueur se sépare de son agent Donato Di Campli durant l'intersaison. Le 19 juillet 2017, il choisit Mino Raiola pour le remplacer. Pour la saison 2017-2018, le Paris Saint-Germain compte tirer les leçons de l'année écoulée et effectue un recrutement haut de gamme, pour enfin passer un cap en coupe d'Europe. Neymar et Kylian Mbappé rejoignent l'effectif parisien durant l'été. Toujours titulaire, Marco Verratti vit un début de saison délicat, avec de nombreux cartons récoltés (dont un rouge le 20 août, contre Toulouse), et même une hygiène de vie remise en cause (il est notamment fumeur de longue date). Sur le plan européen, le club sort sans dégât de la phase de groupes de la Ligue des champions. Toutefois, le club est une nouvelle fois éliminée en huitièmes de finale, cette fois-ci par le Real Madrid. Au match retour, le milieu italien est expulsé après avoir protesté auprès de l'arbitre Felix Brych. La finale de la coupe de la Ligue en mars sera le dernier match joué par Verratti, puisque diminué par des problèmes de tendons adducteurs, il se fait alors opérer. Collectivement, il remporte la Ligue 1 et toutes les coupes nationales.

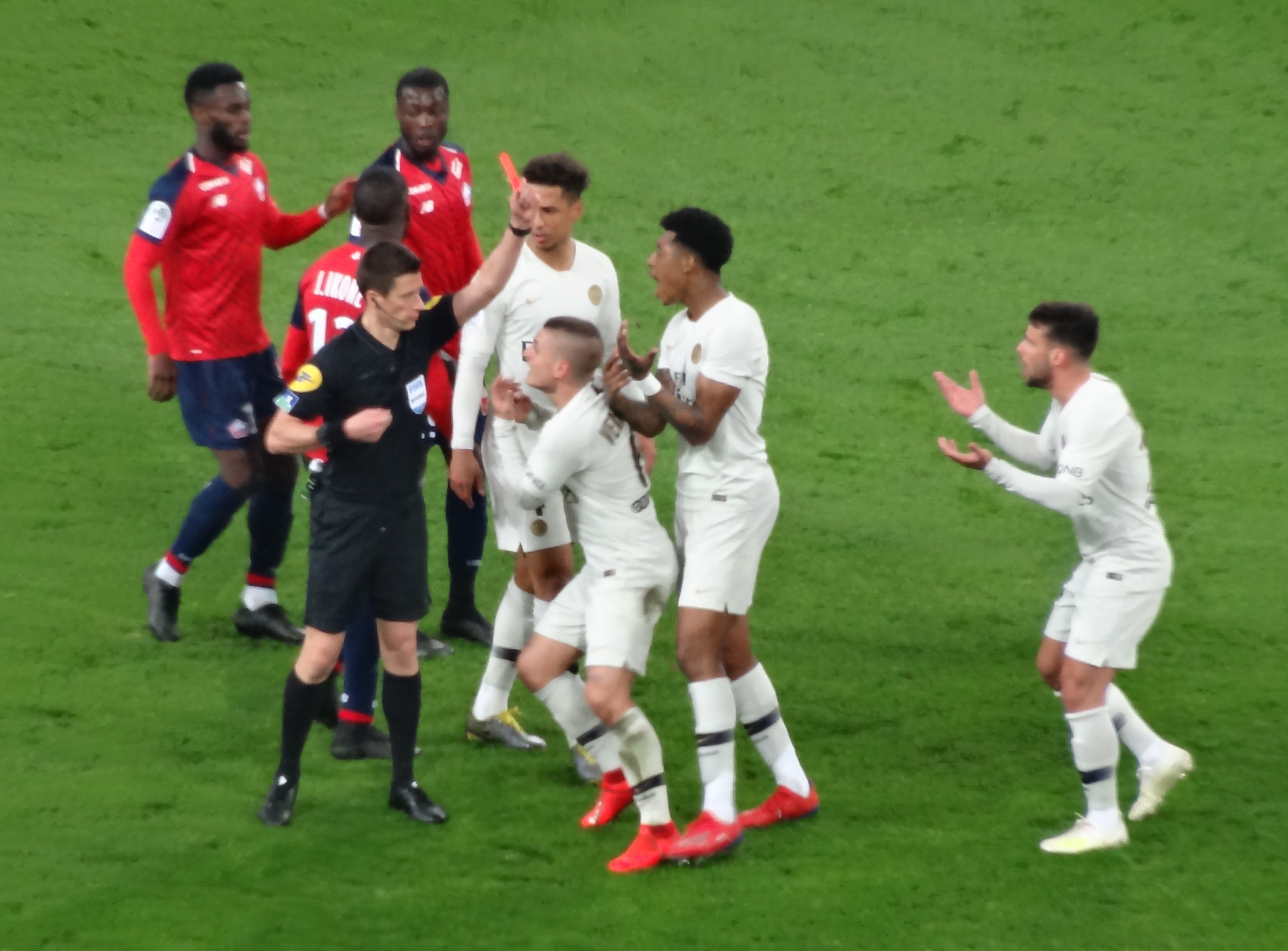
Marco Verratti protestant devant Benoît Bastien après l'expulsion de Juan Bernat au LOSC Lille (2019).

En 2018-2019, Thomas Tuchel devient l'entraîneur du Paris Saint-Germain. Au cours de la tournée estivale en Asie, Verratti est titulaire lors du Trophée des champions début-août (victoire 4-0 contre Monaco). Il retrouve alors Gianluigi Buffon, qui vient de rejoindre le club parisien. Toujours en délicatesse après sa reprise de la compétition, Verratti ne revient sur les terrains que mi-septembre face à Saint-Étienne contre qui il délivre une passe décisive sur l'ouverture du score de Julian Draxler (victoire 4-0). Avec la retraite de Thiago Motta, il est désormais associé à Adrien Rabiot dans l'entre-jeu parisien. Suspendu lors du déplacement à Anfield, Verratti retrouve la Ligue des champions le 3 octobre contre l'Étoile rouge de Belgrade (victoire 6-1). Il déclare au Parisien que l'équipe avait besoin d'un coach tel que Thomas Tuchel. Affirmant « ne pas mener la vie qu'on lui prête » concernant son hygiène de vie, même si fin octobre, il est contrôlé avec une alcoolémie de 0,49 mg/l, soit au-dessus des 0,20 mg/l autorisée pour un permis probatoire,, il affirme début 2019 être désormais pleinement remis d'une pubalgie qui lui a valu deux opérations et l'a handicapé de 2016 à 2018.

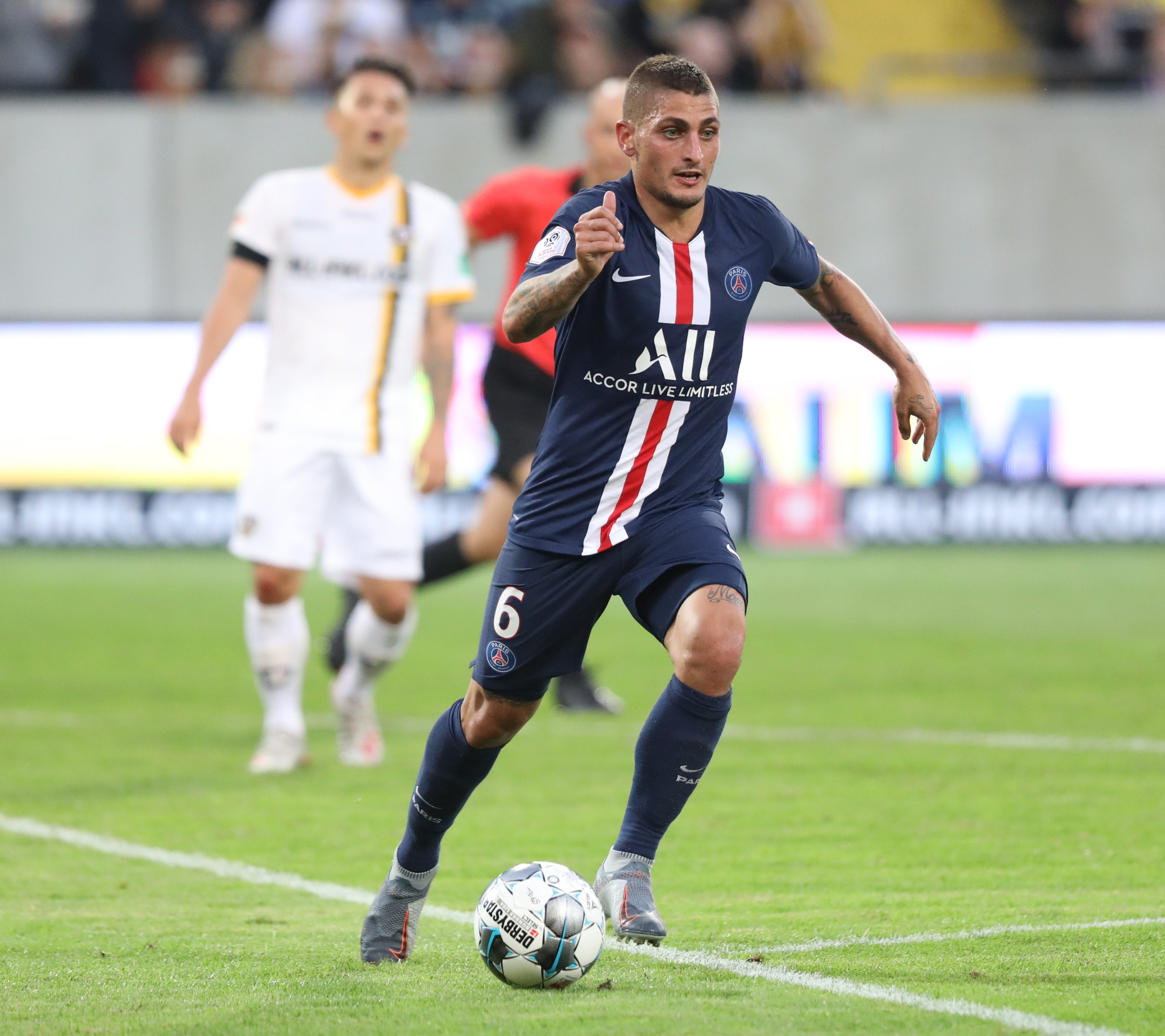
Marco Verratti lors d'un match amical face au Dynamo Dresde (2019).

Pour cette nouvelle saison, Marco Verratti retrouve Leonardo qui l'avait fait signer dans la capitale et qui revient en tant que directeur sportif. Sur le terrain, il est régulièrement associé à Marquinhos et au nouvel arrivé Idrissa Gueye. Le 30 octobre 2019, il prolonge son contrat avec le PSG jusqu'en juin 2024. Le 11 décembre 2019, après être entré en jeu contre Galatasaray en Ligue des champions, il rejoint Paul Le Guen comme joueur ayant disputé le plus de rencontres européennes sous les couleurs du PSG.
Le 12 janvier 2020, il dispute son 300e match sous le maillot du Paris Saint-Germain lors d'un match contre l'AS Monaco. Le 18 février 2020 au Borussia Dortmund, il devient seul détenteur du record. Récoltant un carton, il est suspendu pour le match retour. Il s'agit de sa septième suspension en coupe d'Europe. À la même période, on apprend que l'agent Donato Di Campli abandonne ses poursuites à l'encontre de Verratti. Le joueur avait décidé de rompre leur engagement à la suite de son transfert avorté au FC Barcelone en 2017, et avait rejoint Mino Raiola.
La saison prend alors une tournure inédite, puisque toutes les compétitions sont suspendues à cause de la pandémie de Covid-19. Le championnat finit par être définitivement arrêté, sacrant le club parisien pour la neuvième fois (septième titre pour Verratti). Les finales de coupes nationales sont disputées en juillet et remportées toutes les deux par le club parisien. Concernant l'UEFA, le PSG dispute le final 8 à Lisbonne. On apprend que le milieu italien est blessé à l’entraînement par son coéquipier Eric Choupo Moting. Il retrouve le terrain lors de la demi-finale face à Leipzig (victoire 0-3) et entre en cours de match lors de la finale face au Bayern Munich (défaite 1-0).
Après une courte pause estivale, Verratti entame sa neuvième saison parisienne. Le début de championnat est encore perturbé par la pandémie de Covid, qui touche particulièrement les joueurs parisiens. Alors que l'effectif voit partir des joueurs cadres comme Thiago Silva ou Edinson Cavani, les résultats sportifs sont plutôt poussifs. La phase de groupes de Ligue des champions est traversée avec peines, tandis que le parcours en championnat est tout autant laborieux. À la trêve hivernale, Paris se classe tout de même troisième à un point du leader. L'entraîneur Thomas Tuchel se montre confiant pour la suite de la saison, mais il est alors renvoyé, à six mois de la fin de son contrat.
Le 28 décembre 2022, le Paris Saint-Germain annonce l'extension du contrat de Marco Verratti jusqu'en juin 2026,.
En 2022, le magazine So Foot le classe dans le top 1000 des meilleurs joueurs du championnat de France, à la 41e place.
Après une saison 2022-2023 plus contrastée tant sur le plan individuel que collectif, Marco Verratti est annoncé sur le départ dès le début du mercato estival. Luis Enrique, le nouvel entraîneur du club pour la saison 2023-2024, ne semble pas compter sur lui et ne le fait pas jouer durant la pré-saison et le début de saison de Ligue 1. Il rejoint finalement le club d'Al-Arabi SC au Qatar début septembre, pour un coût estimé à 45 millions d'euros.

### Al-Arabi SC (2023-)
Le 13 septembre 2023, Marco Verratti s'engage avec l'Al-Arabi SC, club évoluant en Qatar Stars League, en paraphant un contrat de trois ans,,. Le montant du transfert avoisine les 50 millions d'euros avec bonus compris,,.

### Parcours avec l'équipe d'Italie
Marco Verratti fait ses débuts avec les espoirs le 28 février 2012, lors d'un match amical contre la France, où il débute en tant que titulaire. Deux mois plus tard, il inscrit son premier but avec les espoirs, en amical contre l'Écosse, où il est de nouveau titularisé. Bien qu'évoluant en deuxième division, il est présélectionné pour l'Euro 2012 dans une première liste de 32 joueurs diffusée le 13 mai 2012. Il est néanmoins retiré de la liste finale le 28 mai 2012.
Le 10 août 2012, il est sélectionné par Cesare Prandelli pour affronter l'Angleterre en match amical. Il entre donc en jeu, le 15 août, à la 59e en remplaçant Alessandro Diamanti. Le 7 septembre, il joue son premier match de qualification pour la Coupe du monde 2014, en remplaçant Emanuele Giaccherini à la mi-temps face à la Bulgarie (2-2).
Marco Verratti inscrit son premier but en sélection nationale le 6 février 2013 en égalisant à la 90e minute lors d'un match amical face aux Pays-Bas (1-1).

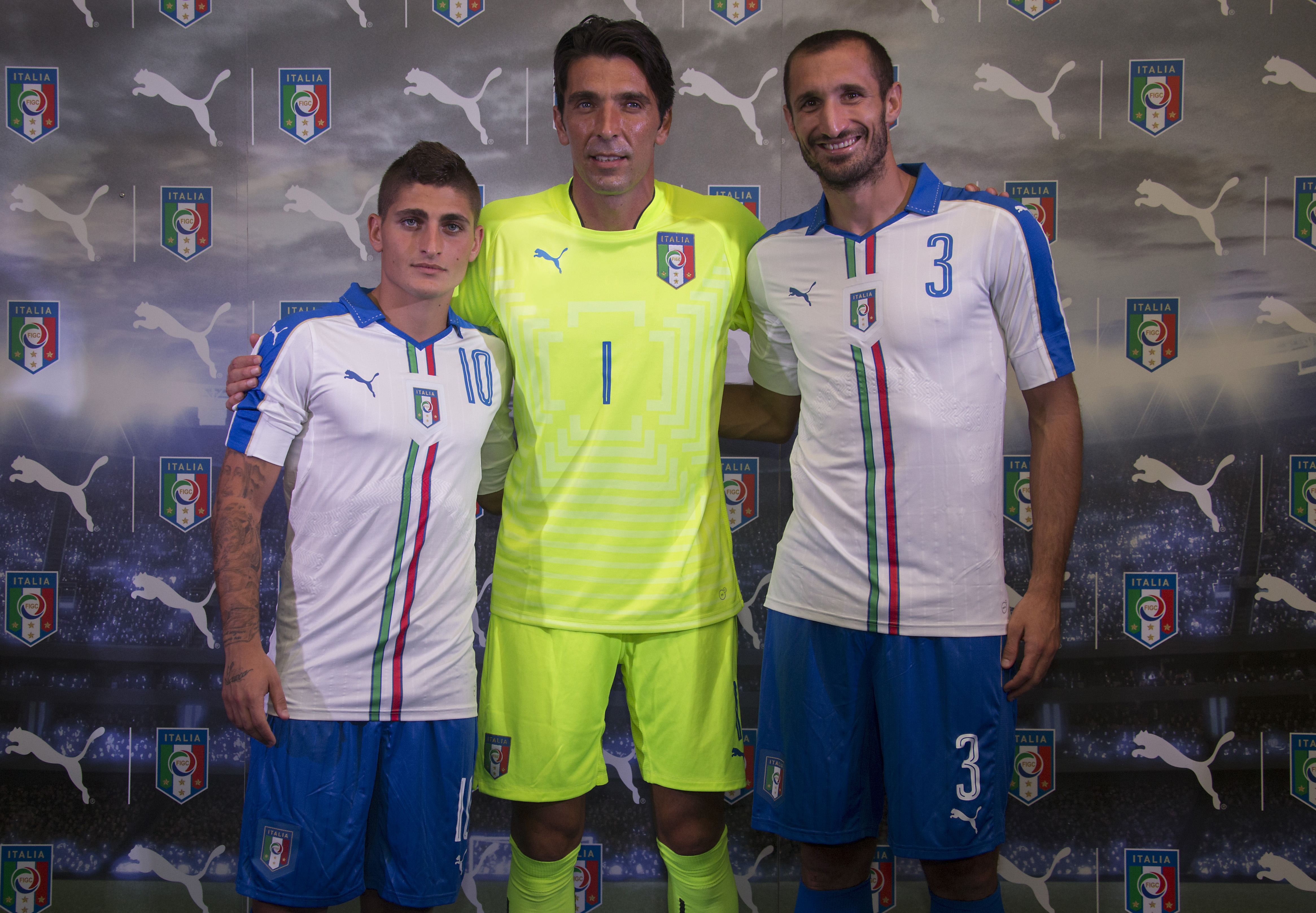
Marco Verratti (à gauche) avec Gianluigi Buffon et Giorgio Chiellini.

Il est élu Pallone Azzurro 2015 qui désigne le meilleur joueur italien de l'année par les supporters avec 29 % des voix devançant ainsi son compatriote Gianluigi Buffon.
En mai 2016, quelques jours avant l'annonce de la liste des joueurs sélectionnés pour l'Euro, son club annonce que Marco Verratti doit être opéré d'une pubalgie et que la durée estimée de sa convalescence l'amène à renoncer à sa convocation en équipe nationale. Verratti aurait décidé de subir une intervention chirurgicale après en avoir discuté avec le sélectionneur national Antonio Conte.
En novembre 2017, il est titulaire en Suède pour le barrage aller qualificatif pour le mondial 2018 (défaite 1-0). Récoltant un carton jaune, il est suspendu au retour au stade San Siro. Depuis les tribunes, il voit son équipe être éliminée avec un match nul (0-0).
Marco Verratti participe à l'Euro 2020 malgré une blessure, qui lui fera manquer les deux premiers matchs. Il fait ses débuts dans la compétition lors du troisième match contre le pays de Galles (1-0) où il donnera la passe décisive pour le but vainqueur de Matteo Pessina. En quart de finale, les Italiens s'imposeront 2-1 et Marco Verratti s'illustrera en donnant une nouvelle passe décisive pour Nicolò Barella. En finale, à Wembley, face à l'Angleterre, la Nazionale remporte le deuxième Euro de son histoire aux tirs au but (3-2) après un match haut en intensité (1-1). C'est le premier titre de Marco Verratti avec la Nazionale.
Il n'est pas sélectionné pour l'Euro de football 2024.

## Profil du joueur
À ses débuts, Marco Verratti jouait au poste de milieu offensif. Il a été replacé par Zdeněk Zeman un peu plus bas sur le terrain, juste devant la défense. Sa principale qualité est l'organisation du jeu, très bas dans son camp, alternant les passes longues comme les transmissions rapides. Son profil de jeu rappelle celui d'Andrea Pirlo, à tel point que les médias italiens l'ont surnommé le « nouveau Pirlo », ou « Pirlo des Abruzzes ». Il est cependant beaucoup plus mobile que Pirlo sur le terrain, prend énormément de risques dans certaines de ses prises de balles, et se montre très agressif dans ses interventions. Cela lui permet de récupérer beaucoup de ballons, mais lui fait aussi commettre de nombreuses fautes. Il est en revanche beaucoup moins adroit face au but et sur coup de pied arrêté que son aîné. Il possède également une très bonne conduite de balle lui permettant de conserver le ballon dans des zones dangereuses et d'obtenir de nombreux coups francs.
À plusieurs occasions, les légendes catalanes Lionel Messi ainsi que Xavi militent pour sa venue au FC Barcelone, le numéro 6 espagnol fait les éloges du joueur italien comme en 2019 où il déclare « Il a un niveau semblable à celui des milieux du Barça. Autant dire un niveau exceptionnel. (...) Son jeu ressemble un peu au jeu que je produisais au Barça comme en sélection d’Espagne. »,. En 2021, Pep Guardiola alors entraineur de Manchester City se dit « amoureux » du joueur et parle d'un profil « sous pression, [ayant] le calme nécessaire pour faire une touche de balle supplémentaire, créer une extra-passe ».
En 2018, le technicien allemand du club parisien Thomas Tuchel estime que Verratti a un profil de numéro 8, mais qu'il peut aussi être très bon dans un système avec deux numéros 6 comme lorsqu'il l'associe à Adrien Rabiot.

## Statistiques

### En club
| Saison                | Club                  | Championnat           | Championnat | Championnat | Championnat | Coupe nationale | Coupe nationale | Coupe nationale | Coupe de la Ligue | Coupe de la Ligue | Coupe de la Ligue | Supercoupe | Supercoupe | Supercoupe | Compétition(s) continentale(s) | Compétition(s) continentale(s) | Compétition(s) continentale(s) | Compétition(s) continentale(s) | Total | Total | Total |
| Saison                | Club                  | Division              | M.          | B.          | P.d.        | M.              | B.              | P.d.            | M.                | B.                | P.d.              | M.         | B.         | P.d.       | Comp.                          | M.                             | B.                             | P.d.                           | M.    | B.    | P.d.  |
| 2008-2009             | Delfino Pescara       | Serie C               | 7           | 0           | 0           | 2               | 0               | 0               | -                 | -                 | -                 | -          | -          | -          | -                              | -                              | -                              | -                              | 9     | 0     | 0     |
| 2009-2010             | Delfino Pescara       | Serie C               | 8           | 1           | 0           | -               | -               | -               | -                 | -                 | -                 | -          | -          | -          | -                              | -                              | -                              | -                              | 8     | 1     | 0     |
| 2010-2011             | Delfino Pescara       | Serie B               | 28          | 1           | 2           | 1               | 0               | 0               | -                 | -                 | -                 | -          | -          | -          | -                              | -                              | -                              | -                              | 29    | 1     | 2     |
| 2011-2012             | Delfino Pescara       | Serie B               | 31          | 0           | 9           | 1               | 0               | 0               | -                 | -                 | -                 | -          | -          | -          | -                              | -                              | -                              | -                              | 32    | 0     | 9     |
| Sous-total            | Sous-total            | Sous-total            | 74          | 2           | 11          | 4               | 0               | 0               | -                 | -                 | -                 | -          | -          | -          | -                              | -                              | -                              | -                              | 78    | 2     | 11    |
| 2012-2013             | Paris Saint-Germain   | Ligue 1               | 27          | 0           | 3           | 3               | 0               | 0               | -                 | -                 | -                 | -          | -          | -          | C1                             | 9                              | 0                              | 0                              | 39    | 0     | 3     |
| 2013-2014             | Paris Saint-Germain   | Ligue 1               | 29          | 0           | 4           | 1               | 0               | 0               | 4                 | 0                 | 1                 | 1          | 0          | 0          | C1                             | 8                              | 0                              | 1                              | 43    | 0     | 6     |
| 2014-2015             | Paris Saint-Germain   | Ligue 1               | 32          | 2           | 8           | 6               | 0               | 1               | 3                 | 0                 | 0                 | 1          | 0          | 0          | C1                             | 7                              | 1                              | 0                              | 49    | 3     | 9     |
| 2015-2016             | Paris Saint-Germain   | Ligue 1               | 18          | 0           | 3           | 1               | 0               | 1               | 3                 | 0                 | 0                 | 1          | 0          | 0          | C1                             | 5                              | 0                              | 1                              | 28    | 0     | 5     |
| 2016-2017             | Paris Saint-Germain   | Ligue 1               | 28          | 3           | 5           | 3               | 0               | 0               | 4                 | 0                 | 1                 | 1          | 0          | 0          | C1                             | 7                              | 0                              | 2                              | 43    | 3     | 8     |
| 2017-2018             | Paris Saint-Germain   | Ligue 1               | 22          | 0           | 3           | 3               | 0               | 2               | 4                 | 0                 | 0                 | 1          | 0          | 0          | C1                             | 8                              | 2                              | 2                              | 38    | 2     | 7     |
| 2018-2019             | Paris Saint-Germain   | Ligue 1               | 26          | 0           | 2           | 3               | 1               | 1               | 1                 | 0                 | 0                 | 1          | 0          | 0          | C1                             | 7                              | 0                              | 0                              | 38    | 1     | 3     |
| 2019-2020             | Paris Saint-Germain   | Ligue 1               | 20          | 0           | 5           | 3               | 0               | 0               | 4                 | 0                 | 1                 | 1          | 0          | 0          | C1                             | 9                              | 0                              | 0                              | 37    | 0     | 6     |
| 2020-2021             | Paris Saint-Germain   | Ligue 1               | 21          | 0           | 2           | 2               | 0               | 2               | -                 | -                 | -                 | 1          | 0          | 0          | C1                             | 7                              | 0                              | 2                              | 31    | 0     | 6     |
| 2021-2022             | Paris Saint-Germain   | Ligue 1               | 24          | 2           | 2           | 3               | 0               | 0               | -                 | -                 | -                 | -          | -          | -          | C1                             | 5                              | 0                              | 0                              | 32    | 2     | 2     |
| 2022-2023             | Paris Saint-Germain   | Ligue 1               | 29          | 0           | 0           | 1               | 0               | 0               | -                 | -                 | -                 | 1          | 0          | 0          | C1                             | 7                              | 0                              | 1                              | 38    | 0     | 1     |
| Sous-total            | Sous-total            | Sous-total            | 276         | 7           | 37          | 29              | 1               | 7               | 23                | 0                 | 3                 | 9          | 0          | 0          | -                              | 79                             | 3                              | 9                              | 416   | 11    | 56    |
| 2023-2024             | Al-Arabi SC           | Qatar Stars League    | 17          | 0           | 7           | 2               | 0               | 0               | 2                 | 0                 | 1                 | -          | -          | -          | SQE                            | 1                              | 0                              | 0                              | 22    | 0     | 8     |
| 2024-2025             | Al-Arabi SC           | Qatar Stars League    | 16          | 4           | 4           | -               | -               | -               | 3                 | 0                 | 0                 | -          | -          | -          | CGC                            | 2                              | 1                              | 0                              | 21    | 5     | 4     |
| Sous-total            | Sous-total            | Sous-total            | 33          | 4           | 11          | 2               | 0               | 0               | 5                 | 0                 | 1                 | -          | -          | -          | -                              | 3                              | 1                              | 0                              | 43    | 5     | 12    |
| 2025-2026             | Al-Duhail SC          | Qatar Stars League    | 1           | 0           | 0           | -               | -               | -               | 0                 | 0                 | 0                 | -          | -          | -          | ACL                            | 1                              | 0                              | 0                              | 2     | 0     | 0     |
| Total sur la carrière | Total sur la carrière | Total sur la carrière | 384         | 13          | 59          | 35              | 1               | 8               | 28                | 0                 | 4                 | 9          | 0          | 0          | -                              | 83                             | 4                              | 9                              | 539   | 18    | 80    |

## En sélection nationale
| Saison                | Sélection             | Phases finales                       | Phases finales | Phases finales | Phases finales | Éliminatoires CDM | Éliminatoires CDM | Éliminatoires CDM | Éliminatoires EURO | Éliminatoires EURO | Éliminatoires EURO | Ligue Nations UEFA | Ligue Nations UEFA | Ligue Nations UEFA | Matchs amicaux | Matchs amicaux | Matchs amicaux | Total | Total | Total |
| Saison                | Sélection             | Compétition                          | M              | B              | Pd             | M                 | B                 | Pd                | M                  | B                  | Pd                 | M                  | B                  | Pd                 | M              | B              | Pd             | M     | B     | Pd    |
| --------------------- | --------------------- | ------------------------------------ | -------------- | -------------- | -------------- | ----------------- | ----------------- | ----------------- | ------------------ | ------------------ | ------------------ | ------------------ | ------------------ | ------------------ | -------------- | -------------- | -------------- | ----- | ----- | ----- |
| 2012-2013             | Italie                | Coupe des confédérations 2013        | -              | -              | -              | 0                 | 0                 | 0                 | -                  | -                  | -                  | -                  | -                  | -                  | 3              | 1              | 0              | 3     | 1     | 0     |
| 2013-2014             | Italie                | Coupe du monde 2014                  | 2              | 0              | 1              | 0                 | 0                 | 0                 | -                  | -                  | -                  | -                  | -                  | -                  | 3              | 0              | 0              | 5     | 0     | 1     |
| 2014-2015             | Italie                | -                                    | -              | -              | -              | -                 | -                 | -                 | 2                  | 0                  | 0                  | -                  | -                  | -                  | 2              | 0              | 0              | 4     | 0     | 0     |
| 2015-2016             | Italie                | Euro 2016                            | -              | -              | -              | -                 | -                 | -                 | 3                  | 0                  | 1                  | -                  | -                  | -                  | -              | -              | -              | 3     | 0     | 1     |
| 2016-2017             | Italie                | -                                    | -              | -              | -              | 4                 | 0                 | 0                 | -                  | -                  | -                  | -                  | -                  | -                  | 2              | 0              | 0              | 6     | 0     | 0     |
| 2017-2018             | Italie                | -                                    | -              | -              | -              | 3                 | 0                 | 0                 | -                  | -                  | -                  | -                  | -                  | -                  | 1              | 0              | 0              | 4     | 0     | 0     |
| 2018-2019             | Italie                | -                                    | -              | -              | -              | -                 | -                 | -                 | 4                  | 2                  | 0                  | 2                  | 0                  | 0                  | 2              | 0              | 0              | 8     | 2     | 0     |
| 2019-2020             | Italie                | -                                    | -              | -              | -              | -                 | -                 | -                 | 3                  | 0                  | 0                  | -                  | -                  | -                  | -              | -              | -              | 3     | 0     | 0     |
| 2020-2021             | Italie                | Euro 2020                            | 5              | 0              | 3              | 4                 | 0                 | 0                 | -                  | -                  | -                  | 1                  | 0                  | 0                  | -              | -              | -              | 10    | 0     | 3     |
| 2021-2022             | Italie                | UEFA Nations League Finals 2020-2021 | 1              | 0              | 0              | 3                 | 0                 | 0                 | -                  | -                  | -                  | -                  | -                  | -                  | -              | -              | -              | 4     | 0     | 0     |
| 2022-2023             | Italie                | UEFA Nations League Finals 2022-2023 | 2              | 0              | 0              | -                 | -                 | -                 | 2                  | 0                  | 0                  | -                  | -                  | -                  | 2              | 0              | 0              | 6     | 0     | 0     |
| Total sur la carrière | Total sur la carrière | Total sur la carrière                | 10             | 0              | 4              | 12                | 0                 | 0                 | 14                 | 2                  | 1                  | 4                  | 0                  | 0                  | 15             | 1              | 0              | 55    | 3     | 5     |

### Buts internationaux
| 0   | Date           | Lieu                                 | Adversaire         | Score | Résultat | Compétition             |
| --- | -------------- | ------------------------------------ | ------------------ | ----- | -------- | ----------------------- |
| 1er | 6 février 2013 | Amsterdam Arena, Amsterdam, Pays-Bas | Pays-Bas           | 1-1   | 1-1      | Match amical            |
| 2e  | 26 mars 2019   | Stade Ennio-Tardini, Parme, Italie   | Liechtenstein      | 2-0   | 6-0      | Éliminatoires Euro 2020 |
| 3e  | 11 juin 2019   | Juventus Stadium, Turin, Italie      | Bosnie-Herzégovine | 2-1   | 2-1      | Éliminatoires Euro 2020 |

## Palmarès
Lors de ses débuts en professionnel, Marco Verratti est champion d'Italie de Serie B (seconde division italienne) en 2012 avec son club formateur de Pescara avant de rejoindre le Paris Saint-Germain cette même année. Dès son arrivée, il s'impose rapidement comme l'un des cadres de l'équipe, ce qui lui permet de remporter de nombreux trophées sur la scène domestique. Multiple champion de France (neuf fois, en 2013, 2014, 2015, 2016, 2018, 2019, 2020, 2022 et 2023) et vainqueur de la Coupe de France (en 2015, 2016, 2017, 2018, 2020, 2021), son palmarès se compose également de six victoires finales en Coupe de la Ligue et de neuf Trophées des champions. Il devient par là-même le seul joueur le plus titré de l'histoire du club français.
Avec l'Italie espoirs, il est finaliste du Championnat d'Europe en 2013.
Le 23 avril 2022, lors de la saison 2021-2022 avec le club parisien, il remporte son 8e titre de champion de France. Marco Verratti devient alors le joueur le plus titré de l'histoire du championnat.

### En club
| Delfino Pescara (1)                                | Paris Saint-Germain (30) | Al-Arabi SC (1) |
| -------------------------------------------------- | --- | --- |
| - Championnat D2 d'Italie (1) : - Champion : 2012. | - Ligue des champions : - Finaliste : 2020. - Championnat de France (9) : - Champion : 2013, 2014, 2015, 2016, 2018, 2019, 2020, 2022 et 2023. - Vice-champion : 2017 et 2021. - Coupe de France (6) : - Vainqueur : 2015, 2016, 2017, 2018, 2020 et 2021. - Finaliste : 2019. - Coupe de la Ligue (6) : - Vainqueur : 2014, 2015, 2016, 2017, 2018 et 2020. - Trophée des champions (9) : - Vainqueur : 2013, 2014, 2015, 2016, 2017, 2018, 2019, 2020 et 2022. | - Supercoupe du Qatar-Emirats Arabes Unis (1) : - Vainqueur : 2024. - Coupe des Étoiles du Qatar : - Finaliste : 2023 et 2024. |

### En sélection
| Italie (1) | Italie espoirs                                       |
| --- | ---------------------------------------------------- |
| - Championnat d'Europe (1) : - Vainqueur : 2020. - Ligue des nations : - Troisième : 2021. - Troisième : 2023. | - Championnat d'Europe espoirs : - Finaliste : 2013. |

### Distinctions individuelles et records

#### Distinctions individuelles
- Trophée Bravo du meilleur jeune joueur européen en 2012.
- Footballeur de l'année en Serie B : 2012[72].
- Membre de l'équipe type de l'Euro espoirs en 2013.
- Trophée UNFP du meilleur espoir de la Ligue 1 en 2014.
- Trophée du joueur du mois UNFP de la Ligue 1 en septembre 2013.
- Trophée du joueur du mois UNFP de la Ligue 1 en février 2017.
- Élu Joueur étranger de l'année de Ligue 1 en 2015[73].
- Trophée Pallone Azzurro du meilleur joueur de la sélection italienne en 2015[74].
- Nommé dans l'équipe-type de Ligue 1 en 2013, 2014, 2015, 2016, 2017, 2018 et 2019.
- Nommé pour le Trophée UNFP du meilleur joueur de Ligue 1 en 2015 et 2017.
- Membre de l'équipe-type des 50 ans du Paris Saint-Germain[75].
- Membre de l'équipe-type de l'ère qatarie du Paris Saint-Germain par L'Équipe en 2018.
- Nommé dans l'équipe type du Championnat du Qatar de football 2023-2024.
- Membre dans l'équipe type du Onze d'or 2017.

#### Records
- Joueur le plus titré de l'histoire du Paris Saint-Germain FC (30 titres).
- Joueur le plus titré de l'histoire du Championnat de France (9 titres).
- Joueur le plus titré de l'histoire de la Coupe de la Ligue française (6 titres, avec Thiago Silva).
- Joueur le plus titré et le plus capé de l'histoire du Trophée des champions (9 titres en 9 matchs joués).
- Joueur le plus titré de l'histoire de la Coupe de France (5 titres, avec Marceau Somerlinck, Dominique Bathenay, Alain Roche, Marquinhos, Ángel Di María et Marco Verratti).

## Vie privée
Il est en couple de 2009 à 2018 avec une amie d'enfance, l'Italienne Laura Zazzara avec laquelle il a deux fils, Tommaso et Andrea,.
Le 15 juillet 2021, quelques jours après avoir remporté la finale du championnat européen de football à Londres avec l'équipe nationale italienne, il épouse sa compagne, la mannequin Jessica Aidi à Paris lors d'une cérémonie privée.